# ZAC Alésia-Montsouris
La ZAC Alésia-Montsouris est une zone d'aménagement concerté située dans le 14e arrondissement de Paris.

## Situation et accès
Le périmètre de la « ZAC Alésia-Montsouris » est délimitée par les avenues René-Coty et Reille et la rue d'Alésia sur un terrain qui accueillait autrefois les « Ateliers de Montrouge » de la RATP.

## Historique
D'une superficie de 5,8 hectares environ, l'aménagement et la construction de la ZAC ont été confiés à la société d'aménagement Denfert-Montsouris (SADM), une filiale de la RATP.

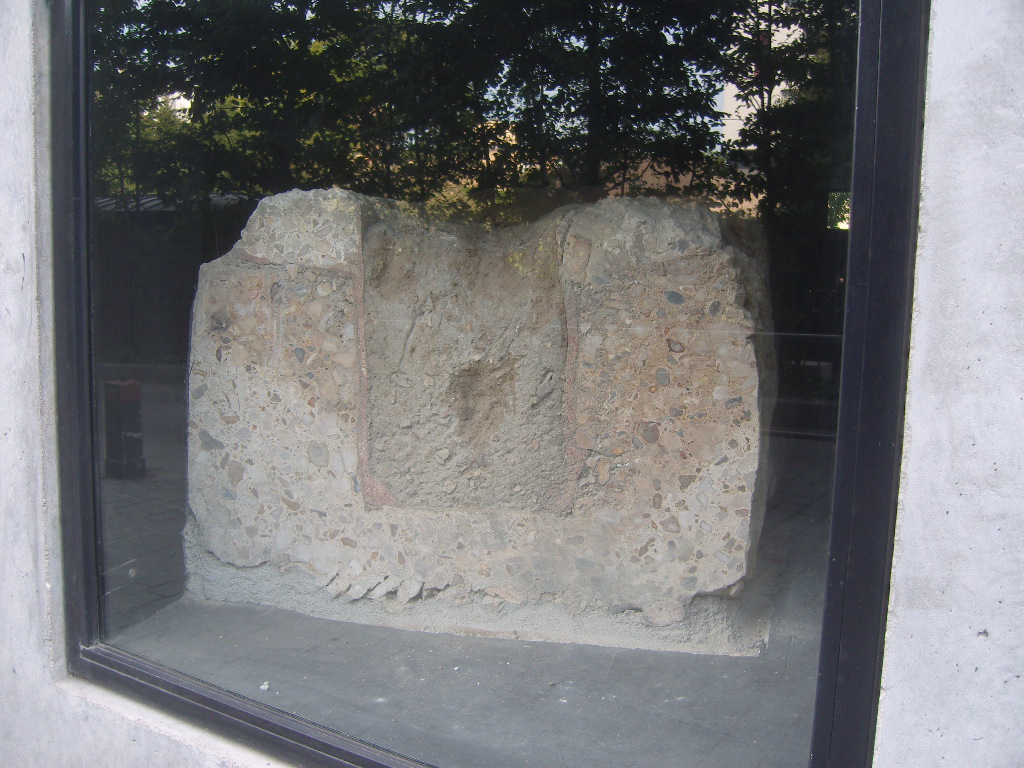
Restes de l'aqueduc de Lutèce mis au jour lors des travaux d'aménagement de la ZAC Alésia-Montsouris, exposés dans le jardin Marie-Thérèse-Auffray, rue de l'Empereur-Valentinien dans le 14e arrondissement de Paris.

En août 1996, les travaux ont permis de mettre au jour des vestiges des aqueducs de Lutèce, daté de la fin du Ier siècle et de Marie de Médicis, daté du XVIIe siècle,.

## Équipements et logements
Le programme de la « ZAC Alésia-Montsouris » a permis la réalisation de 79 000 m2 de logements (935 logements), 11 000 m2 de bureaux, 1 000 m2 de commerces, 5 000 m2 d'équipements publics et 11 500 m2 d'espaces verts.

## Voies
Voies entièrement ou partiellement incluses dans la « ZAC Alésia-Montsouris »
- Rue d'Alésia
- Rue des Berges-Hennequines
- Rue de l'Empereur-Julien
- Rue de l'Empereur-Valentinien
- Jardin Marie-Thérèse-Auffray
- Place Mohamed-Bouazizi
- Avenue Reille
- Avenue René-Coty
- Avenue de la Sibelle
- Rue Thomas-Francine